# Мартин Чалфи
Мартин Лий Чалфи (на английски: Martin Lee Chalfie) е американски химик, лауреат на Нобелова награда за химия от 2008 г. заедно с Осаму Шимомура и Роджър Циен за откриването и разработването на зеления флуоресцентен белтък.

## Ранен живот и образование
Чалфи е роден и израства в Чикаго, Илинойс. Баща му е китарист, а майка му държи магазин за дрехи. Баща му по майчина линия имигрира в града от Москва на ранна възраст. Прародителите му по бащина линия са имигранти от Брест-Литовск. Приет е в Харвардския университет през 1965 г., като желае да изучава главно математика. Впоследствие се насочва към биохимията, тъй като тя комбинира интересите му в химията, математиката и биологията. След първи курс прекарва летата си, работейки в лабораторията на Клаус Вебер в Харвард. По това време той се обезсърчава от неуспехите си и решава, че не би трябвало да се занимава с биология. Поради тази причина, той тръгва на курсове по право, театър и руска литература. Освен това той се състезава в отбора по плуване на Харвард и става негов капитан.
След като завършва висшето си образование през 1969 г., той работи на редица временни работи – продава дрехи за семейния бизнес в Чикаго и преподава в Хамден, Кънектикът. През лятото на 1971 г. изследванията му в лаборатория на Йейлския университет водят до първата му публикация. С възродено самочувствие, той се завръща в Харвард, за да продължи обучението си и да получи докторска степен през 1977 г.

## Научна дейност
Чалфи продължава с постдокторантските си изследвания в лабораторията по молекулярна биология към Кеймбриджкия университет заедно със Сидни Бренър и Джон Сълстън. Тримата публикуват общ труд през 1985 г., който разисква „Невронната верига за чувствителност към допир при Caenorhabditis elegans“. Чалфи напуска лабораторията през 1982 г., за да се присъедини към Колумбийския университет в департамента по биологични науки и продължава да изучава кръглия червей C. elegans.
През 2004 г. е избран за член на Националната академия на науките на САЩ. През 2008 г. е награден с Нобелова награда за химия заедно с Осаму Шимомура и Роджър Циен. През 2018 г. е избран за чуждестранен член на Британското кралско научно дружество.
В хода на кариерата си Чалфи е публикувал над 100 труда, от които поне 25 са цитирани над 100 пъти.

## Личен живот
Чалфи е женен за Тюл Хейзълриг, която също работи в Колумбийския университет. Двамата имат дъщеря.